# Mortadelo y Filemón
Mortadelo y Filemón es una serie de historieta humorística creada y desarrollada por el autor español Francisco Ibáñez a partir de 1958, una de sus más populares y, probablemente, de todo el cómic en España. 
Adscrita habitualmente a la escuela Bruguera, ha gozado además de multitud de adaptaciones al cine y la televisión, como también a los videojuegos.
La serie nació con el nombre de Mortadelo y Filemón, agencia de información, tomando como base cómica la ficción de detectives y con historietas de 1 a 4 páginas. Desde el principio los personajes protagonistas estaban definidos: Filemón un hombre colérico, con tan solo dos pelos y con el rol de jefe, y Mortadelo un hombre alto y calvo, con nulo sentido común y la capacidad de disfrazarse de cualquier cosa, a las órdenes de Filemón. En 1969 ingresan en las filas de la T.I.A., una desastrosa agencia secreta que les permite parodiar las historias de espías, incorporándose a la nómina de personajes fijos el despótico superintendente (o "Súper") de la organización, el catastrófico científico profesor Bacterio, la oronda Secretaria Ofelia o la atractiva secretaria Irma (actualmente fuera de servicio). Además empezaron a aparecer aventuras largas de 44 páginas. En cualquiera de sus épocas la serie destaca por su humor extremadamente slapstick, por lo que los personajes sufren constantemente percances como caídas desde grandes alturas, explosiones, aplastamientos por todo tipo de objetos pesados (pianos, cajas fuertes, etc.) sin que las consecuencias de los mismos suelan durar más de una o dos viñetas.

## Evolución histórica

### Etapa primitiva (1958-1968)
La primera historieta de Mortadelo y Filemón apareció el 20 de enero de 1958 en el número 1394 de Pulgarcito con el título genérico de Mortadelo y Filemón, agencia de información. Por aquel entonces era usual que las series de historieta humorísticas tuviesen un pareado como título, generalmente con el nombre de sus protagonistas en el primer verso. Parece ser que Ibáñez propuso a la editorial tres nombres diferentes, pero que finalmente fue la propia Bruguera quien inventó los definitivos. Ibáñez había propuesto "Mr. Cloro y Mr. Yesca, agencia detectivesca", "Ocarino y Pernales, agentes especiales" y "Lentejo y Fideíno, detectives finos". Los nombres definitivos propuestos por Bruguera parece que hacen referencia a la mortadela (Mortadelo) y a un filete (Filemón).
En sus orígenes, Mortadelo y Filemón, los protagonistas de la serie, eran una parodia del doctor Watson y Sherlock Holmes, respectivamente (otras fuentes de referencia citadas en ocasiones son Novísimas aventuras de Sherlock Holmes de Enrique Jardiel Poncela y El Gordo y el Flaco, o la más evidente historieta española cómica cuyos protagonistas también realizaban tareas detectivescas, popular en la década de 1940, Tontaina y Filetito). La serie fue creada enteramente por Ibáñez, aunque la idea de la pareja de detectives, y que uno de ellos se pudiera disfrazar, pudo ser de Manuel Vázquez Gallego (historietista español de la misma época).
En Mortadelo y Filemón, agencia de información, Filemón es el jefe de una agencia de detectives y tiene a Mortadelo como empleado y único ayudante. Las primeras historias eran de una sola página en blanco y negro (salvo cuando esta ocupaba la portada) con seis filas de viñetas y seguían un esquema muy sencillo: alguien contrata los servicios de la agencia, pero al intentar cumplir la misión, se produce algún equívoco que desemboca en un completo fracaso de ésta. El descubrimiento del equívoco terminaba generalmente en una persecución o en alguien desmayándose. Esta estructura de presentación-equívoco-desenlace era extremadamente común en las historietas de la escuela Bruguera.
Filemón tenía nariz aguileña, vestía chaqueta y sombrero de felpa y fumaba en pipa (en el número 1404 de Pulgarcito llegó incluso a vestir el impermeable y sombrero a cuadros característico de la mayoría de las ilustraciones de Holmes). Mortadelo, por su parte, además de las habituales gafas y levita negras, llevaba bombín y paraguas del mismo color; un diseño muy similar al de Fúlmine del argentino Divito. El bombín servía además a Mortadelo para guardar los disfraces, un recurso que con el tiempo se revelaría innecesario. Otra característica del Mortadelo primigenio (y que solo duró unas pocas historietas) eran unos ojos perpetuamente entrecerrados que le conferían un aspecto despistado.
Este primitivo aspecto fue depurándose con el tiempo, adquiriendo pronto un aspecto similar al actual: Mortadelo mantendría su levita negra, pero desaparecerían el sombrero y el paraguas; mientras tanto, Filemón fue reduciendo paulatinamente su nariz larga y aguileña y su indumentaria pasó a consistir en una pajarita negra, camisa blanca, pantalones rojos y, en ocasiones, chaqueta a juego.

### Etapa madura: clásica (1969-1979)
El Año 1969 marca el inicio de la madurez de esta serie, con algunos cambios de gran trascendencia:
- Se inician las historietas largas, que suelen tener 44 páginas y habitualmente están organizadas en episodios autoconclusivos de 4 caras que suelen narrar los sucesos de un día. La razón de esta estructura era que estos episodios serían publicados semanalmente; inicialmente en la revista Gran Pulgarcito y más tarde en la revista Mortadelo. El hilo argumental de las historietas sirve solo como medio para estructurar los capítulos y como base para encadenar las situaciones cómicas. Aparte de la publicación serializada también eran publicadas de forma completa en la colección Olé.
- En esta nueva etapa de Mortadelo y Filemón, el humor no se basa tan solo en el descubrimiento de un equívoco, sino que múltiples recursos humorísticos son empleados de forma continua: parodias, bromas visuales, humor absurdo, enredos, juegos de palabras, etc.
- Mortadelo y Filemón forman parte de la T.I.A., una organización con claras reminiscencias de la C.I.A. Las referencias a Holmes, que ya hace tiempo han desaparecido, son sustituidas por la parodia de las historias de espías, muy comunes por aquel entonces. La referencia más clara de esta época es la serie Superagente 86, estrenada en España dos años antes de la publicación de El sulfato atómico; esta serie refleja un mundo de espías incompetentes, entradas secretas y hasta "zapatófonos" (zapatos con función de teléfono) muy similar al de las aventuras de Mortadelo y Filemón.
- El estilo de dibujo está casi totalmente definido, así como las personalidades de los dos detectives, convertidos ahora en "agentes secretos". Además, se incorporaron nuevos personajes a las historias: el superintendente Vicente, el profesor Saturnino Bacterio y, en 1978, la secretaria Ofelia. Otros personajes, incluyendo su peculiar galería de villanos, no llegan a ser recurrentes.

La primera historia extensa es El sulfato atómico (Gran Pulgarcito, 27-01-1969 a 30-06-1969). En esta historieta, el estilo del dibujo es inusitadamente detallista, con claras influencias de la escuela francobelga, especialmente de Franquin. Este estilo se relajó, volviendo al sobrio trazo habitual en las siguientes aventuras de 1969 (Contra el "gang" del chicharrón, Safari callejero); 1970 (Valor y... ¡al toro!, El caso del bacalao); 1971 (Chapeau el "esmirriau", La caja de los diez cerrojos, Magín el mago, ¡A la caza del cuadro!), y 1972 (Los inventos del profesor Bacterio, Gatolandia 76 u Operación ¡bomba!). En estas primeras aventuras largas Ibáñez experimenta con la estructura de las viñetas, dando a las historietas un aspecto menos rígido y consiguiendo además una mayor expresividad; sin embargo pronto retorna a la estructura rígida de cinco filas de viñetas.
Una aventura arquetípica de esta etapa podría ser Los diamantes de la gran duquesa (Mortadelo, 07-72 a 10-72). En el primer episodio se describe el hilo argumental, mientras que en los siguientes se desarrolla la búsqueda durante diez días consecutivos de los correspondientes diamantes, cada uno de los cuales está escondido en un sitio distinto (los consiguen encontrar, aunque el final de cada episodio es desastroso de una u otra manera, especialmente en el caso del último). Ibáñez continúa realizando historietas largas como El otro "yo" del profesor Bacterio, El circo, Concurso oposición o Los gamberros, donde aparece por primera vez el personaje de la oronda secretaria Ofelia.

### Etapa madura: moderna (1979-1989)

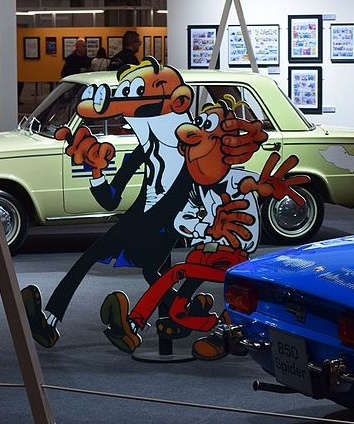
Salón Internacional del Cómic de Barcelona (2016).

La división de la etapa madura en dos: clásica y moderna puede resultar controvertida; sin embargo pueden establecerse diferencias entre ambas. Una de estas diferencias es el número de filas de viñetas. Hasta El transformador metabólico (Mortadelo, febrero a marzo de 1979), las historias tenían cinco filas de viñetas, pero a partir de entonces se pasa a cuatro. Teniendo en cuenta que el número de páginas no varía, esto implica una disminución en el número total de viñetas por aventura. Estas pierden, por tanto, algo de densidad, tanto en la historia como en el aspecto visual.
Otra diferencia (que no tiene por qué coincidir necesariamente en el tiempo con el cambio en el número de viñetas) es que las historias pasan a tener algunas referencias a la actualidad, lo que daría razones para llamar clásicas a las primeras aventuras, cuyas historias son más intemporales. Además, aumenta el uso de gags escatológicos y repetidos de otros álbumes. Algunas de ellas son La gente de Vicente, Secuestro aéreo, En Alemania (realizada para el público alemán donde la serie tuvo un gran éxito) o El cacao espacial. También en esta época empiezan a surgir las primeras historietas "apócrifas", esto es, no realizadas por Ibáñez, como Que viene el fisco  o El crecepelo infalible, ya que Bruguera quería exprimir al máximo el éxito de los agentes.
Entre 1986 y 1987, Ibáñez incluso llega a perder los derechos de publicación de sus personajes, que habían sido registrados por la editorial Bruguera, estableciéndose un periodo de 5 años aproximadamente, que divide en dos la etapa madura moderna, y se producen varias historietas apócrifas como A la caza del Chotta o La medium Paquita. Ibáñez, por su parte, crearía otra historia de Mortadelo y Filemón para Ediciones Junior S.A. Sería la aventura ¡Terroristas!, donde aparecería por primera vez el personaje de la señorita Irma, creada como gesto gentil hacia la secretaria de uno de sus editores alemanes.

### Etapa contemporánea (1990 - 2024)
Se caracteriza por la recuperación de Ibáñez de los derechos de sus personajes para que estos protagonicen aventuras originales de su puño y letra. Asimismo, Ibáñez decidió eliminar a la secretaria Irma del reparto de personajes recurrentes, como gesto de buena voluntad hacia la auténtica secretaria en la que se basó para crear al personaje, que murió a principios de la década.
No obstante, aún después de recuperar los derechos, Ibáñez siguió apoyándose por un tiempo en colaboradores, dando lugar a varias historias apócrifas más. En cuanto a los guiones, ahora las historias pasan no solo a tener aún más referencias a la actualidad, sino que involucran a Mortadelo y Filemón muy directamente con los acontecimientos reales que se van sucediendo, dando lugar a historietas como El atasco de influencias o El nuevo cate o bien se basan en cosas que estaban de moda en el momento de publicarse la aventura como Dinosaurios. En estos primeros años hay varias historietas que, aun llevando la firma de Ibáñez, los estudiosos de su obra consideran que no son suyas por lo que las denominan como de "apócrifas con firma tampón", entre ellas El rescate botarate, El inspector general o El gran sarao. La editora Julia Galán cuestionó a Ibáñez el entregar material de tan mala calidad, tanto a nivel gráfico como argumental, lo que daría más tarde a una renovación de la serie.
A partir del año 1996, desaparecen las revistas y las historietas son editadas directamente en formato álbum, alcanzándose el cénit de la perfección gráfica: personajes muy detallados, amplios y expresivos con una gran mejoría del color y los efectos de relleno que se vuelven completamente coherentes entre viñetas, diferenciándose claramente de los disparates cromáticos de las publicaciones de antaño. El mismo pasa a ser también progresivamente más grande, incluyendo personajes y bocadillos, y las viñetas cuentan con mayor amplitud en el decorado.
La tendencia a incorporar la actualidad se muestra todavía más evidente. Los agentes son partícipes de la llegada del €uro a la Unión Europea, la Crisis Económica de 2008 y el caso de corrupción española de "los papeles" de Bárcenas, dando lugar a álbumes como ¡Llegó el €uro!, ¡Tijeretazo! o El Tesorero, entre otras aventuras relacionadas con los acontecimientos más recientes.

## Personajes

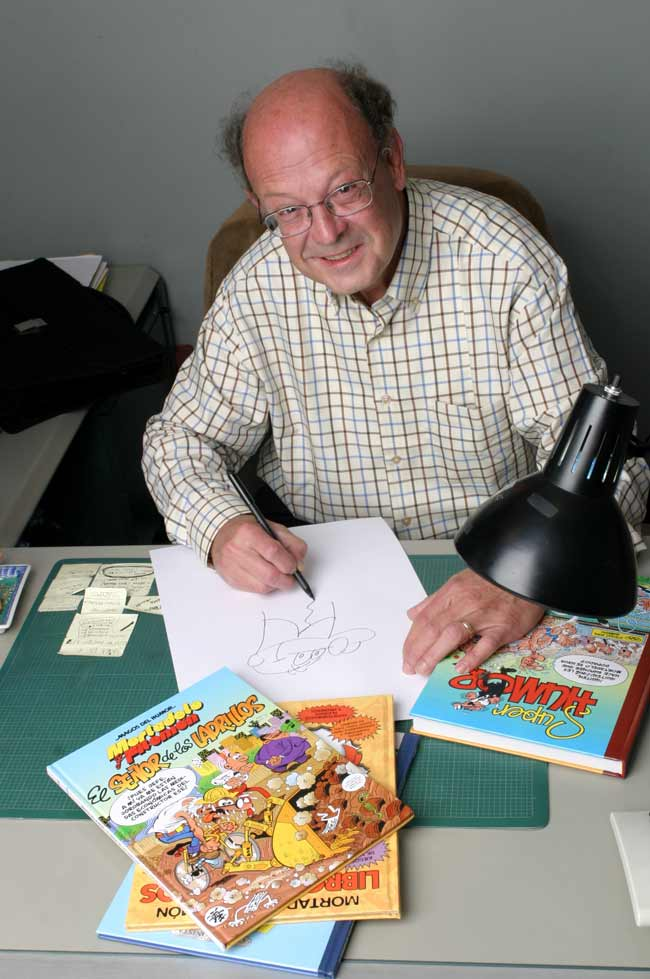
Francisco Ibáñez (2004).

Los personajes recurrentes de la serie son sus dos protagonistas, Mortadelo y Filemón, que son los que le dan nombre, y otros miembros de la T.I.A. (Técnicos de Investigación Aeroterráquea), como El Súper, su malhumorado jefe; la oronda secretaria de este, de nombre Ofelia y el desastroso científico de la organización, el profesor Bacterio y su gato "Hidrocarburo". Pueden destacarse, de todos modos, otra serie de personajes con mucha menos tradición, incluyendo la peculiar galería de villanos y un personaje que fue recurrente en varias aventuras de la década de 1970, el agente Bestiajez, de la TIA. Bestiajez era un sujeto de gran corpulencia, cuya función solía consistir en ir a buscar a Mortadelo y Filemón (por orden del Super) para darles instrucciones o forzarles a realizar alguna misión que ellos no deseaban realizar, porque preferían tomarse un descanso o porque la consideraban demasiado peligrosa.
Durante unos episodios apareció Irma, que es la antítesis de Ofelia: cara bonita y cuerpo voluptuoso, siendo el pelo rubio el único punto en común con la secretaria del "Súper".
En algunos episodios aparecen otras creaciones de Ibáñez como Rompetechos (el más común entre el resto), Pepe Gotera y Otilio, o 13, rue del Percebe.

## Aventuras, Ediciones, álbumes y publicaciones
Hasta la actualidad (junio de 2025), han sido publicadas 221 aventuras largas (44 páginas, por lo general) de los personajes desde su creación, una de ellas inconclusa. Se espera que en octubre de 2025 sea publicada una historieta larga póstuma, por lo que habrá un total de 222 aventuras largas.
Dichas aventuras largas han sido realizadas en su mayoría por su autor original, Francisco Ibáñez, pero en ciertas épocas también por otros autores apócrifos (algunos de ellos identificados y otros desconocidos). Algunas de estas aventuras apócrifas no han sido nunca reeditadas de nuevo, siendo de publicación única en ese entonces, consideradas piezas raras de coleccionista actualmente (Más información en Bruguera Equip).  
Estas aventuras largas se originaron en 1969, y empezaron a serializarse en diversas revistas de la  Editorial Bruguera, en régimen de 4 a 6 páginas por cada publicación, así como en formato álbum completo e individual en la colección Ases del Humor, para después hacer lo propio en publicaciones posteriores de Ediciones B, una vez la primera editorial desapareció. 
No fue hasta 1996 cuando pasaron a ser publicadas únicamente en formato álbum completo e independiente, sin otras publicaciones serializadas y fraccionadas simultáneas. 
En 2017, la editorial cambió nuevamente a Penguin Random House, grupo que reúne otras editoriales de habla hispana internacionales.
Hasta 2023, las dos publicaciones activas donde se han publicado regularmente los álbumes individuales de Novedad de la serie son, en primer lugar, Magos del Humor, en la cual desde 1987 hasta la actualidad se estrenan las aventuras más recientes, y también la Colección Olé! Mortadelo, en su 4.ª Edición, iniciada en el año 1993, donde se publican dichas aventuras estrenadas en Magos ya con posterioridad, a un precio más reducido. Esta última cada vez fue menos publicitada y de distribución muy limitada, siendo muy difícil su localización en tiendas o quioscos, situación que cambió a partir de 2013, cuando la propia editorial decidió reeditar (de manera más o menos constante) números descatalogados de la colección (1-2 números por mes), sin orden de publicación específico. Aún con todo, sigue siendo complicado hallar ejemplares de la misma.
Con posterioridad a las dos colecciones anteriormente mencionadas y formatos estandarizados en los años 90, estas historietas se unificaron en tomos recopilatorios, en las colecciones Súper Humor Mortadelo, que recopilan de 4 a 5 aventuras largas y Top Comic Mortadelo, que incluía 2 aventuras largas, unidas a páginas de humor/noticias/recopilaciones/anécdotas de los personajes, iniciadas en 1993 y 2002 respectivamente, de tirada también regular y normalizada, aunque esta última finalizó en el año 2018.

### En la ColecciónOlé!
Originalmente, las nuevas historietas de la serie fueron publicadas y serializadas en revistas como Pulgarcito o Mortadelo. Posteriormente, han sido recopiladas en álbumes de la Colección Olé!, hasta que a mediados de los años 90, con la desaparición de las revistas, ésta se convirtió en su forma primera de publicación. Hay otras colecciones recopilatorias como Súper Humor, Magos del humor, etc. También se editan libros con chistes y curiosidades diversas, como Guía para la vida del joven de hoy en día, Guía para la vida del estudiante de hoy en día, Guía para la vida de un agente de la T.I.A y ¡Dibújalos tú solito!
La Colección Olé! recopila la mayoría de la historietas largas creadas, aunque, en sus primeras dos ediciones clásicas, mezcla antiguas cortas con modernas en un orden aleatorio, que pasaba por alto el orden cronológico de las mismas. Estas historietas largas, modernas e independientes, de 44 a 48 páginas cada una, aparecían seguidas de historietas cortas de entre una y ocho páginas, hasta completar 60 páginas en cada Álbum.
En las ediciones más antiguas de ésta colección, el álbum no llevaba siquiera el título de la historieta larga que había en su interior, como los números Solos ante el peligro, No se gana para sustos y Dos turulatos muy guapos, que contenían las aventuras Misión de perros, El plano de Alí-gusa-no y El caso de los señores pequeñitos, respectivamente, que sí tuvieron su publicación independiente en la posterior edición Olé!. La versión antigua de la colección Olé incluyó también ciertas aventuras largas de los años 80, totalmente apócrifas, como por ejemplo El rescate botarate o La maldición gitana, que quedaron fuera de Olé! más reciente como títulos individuales. 
Otros tantos números no son más que recopilatorios de historietas cortas de Mortadelo y Filemón, tanto de su época en su Agencia de Información, como tras formar parte de la T.I.A. Álbumes tales como Vaya par de chiflados, Detectives de ocasión, De nuevo en ebullición, y más recientemente, Agencia de Información, Agentes a mogollón, Un topo y dos berberechos, Pitorreo a domicilio, Los demás, todos maltrechos, Gente de recochineo fino, Dos cabestros y un pollino, ¡Sálvese quien pueda! ¡Auxilio!, Tres cerebelos estrechos, El Embrollo matutino, Ceporros en pleno idilio, Reyes de la risa o Alegres aventuras, eran ejemplos, muchos de ellos también se combinaban con otras historietas de más personajes de Ibáñez: Pepe Gotera y Otilio, Rompetechos y El Botones Sacarino. También ha habido recopilaciones de historietas cortas puramente apócrifas como La torta sicodélica, La bolsa o la vida y De bote en bote y otras historias.

### En el extranjero
Las historietas han sido publicadas en Europa con muchos nombres diferentes. Tienen una excelente acogida en Alemania, razón por la cual se le dedicó un número entero (En Alemania) y llegaron a publicarse historietas apócrifas exclusivas, como Vom Affen gelaust und losgesaust y Nur kein Gehetze - wir haben Arbeitsplätze, que permanecen inéditas en España. El título varía de una a otra lengua (se pueden ver las diferentes portadas aquí):
- Clever & Smart en noruego, checo y alemán (también Flip & Flap en alemán)
- Mort & Phil, en inglés.
- Paling & Ko, en neerlandés.
- Mortadelo e Salaminho en portugués (Brasil)
- Mortadela e Salamão en portugués (Portugal)
- Flink och Fummel en sueco
- Flip & Flop en danés
- Mortadel et Filémon en francés (también Futt et Fil)
- Mortadella e Filemone en italiano (también Mortadello e Polpetta)
- Αντιριξ και Συμφωνιξ (Antirix kai Symphonix, pronunciado Andirix ke Simfonix) en griego
- Älli ja Tälli en finés
- Zriki Svargla & Sule Globus en serbio
- Mortadel·lo i Filemó en catalán
- Mortadelo eta Filemon en euskera
- Mortadelo e Filemón en gallego
- Mortadelo i Filemon en polaco
- Mortadelc pa File en esloveno
- Dörtgöz ve Dazlak en turco
- 特工二人组 en chino (también 活宝侦探 en cantonés)
- モルタデロとフィレモン (Morutadelo to Firemon) en japonés (también モーレツ探偵 (Moretsu Tantei))

Las ediciones españolas se han vendido además en muchos países hispanoamericanos, mientras que la francesa ha hecho lo propio en Bélgica y Luxemburgo, etc.

## Otros autores
Durante la etapa madura, gran parte del material publicado fue escrito y dibujado por otras personas distintas de su verdadero autor original Francisco Ibáñez; sin embargo, debido a que estas colaboraciones solían ser anónimas, es difícil saber qué historias o qué dibujos son realmente de Ibáñez. Las únicas acreditadas oficialmente como «no Ibáñez» son aquellas firmadas por el Bruguera Equip (durante el tiempo en que Ibáñez perdió los derechos de sus personajes), alguna historia corta cuyo guion aparecía firmado por Jesús de Cos y una colección de aventuras poco conocidas, editadas en forma de libros en blanco y negro, firmadas por Ibáñez y José Cubero Valero. Al parecer la mayoría de estas historietas "bastardas" se publicaban sin que Ibáñez recibiese remuneración económica alguna por ellas (y tal vez sin su consentimiento), aunque parece ser que entre 1987 y 1990 Ibáñez firmó aventuras que no estaban dibujadas por él.
Entre los negros que dibujaron aventuras de Mortadelo y Filemón sin ser acreditados, se pueden citar los nombres de Ramón Bernardó, Ramón María Casanyes, Mart-Os y hasta un autor de primera fila como Raf, que colaboró anónimamente en Las embajadas chifladas, aunque en este caso su trabajo se redujo al entintado. Mención especial requiere Juanma Muñoz, que entró en Bruguera en 1978 y se acabó especializando en el entintado de todos los personajes de Francisco Ibáñez. Cuando éste salió de la editorial, Juanma se integró en el Bruguera Equip como dibujante, creando historietas de Mortadelo y Filemón junto a los guionistas Jesús de Cos y Jaume Ribera. Al cierre de la editorial, Muñoz contactó con Ibáñez, quien lo aceptó en su equipo de trabajo de la Editorial Grijalbo. A partir de entonces, comienza una fructífera colaboración que se extenderá a lo largo de más de tres décadas, de manera que muchos le definen como la mano derecha de Ibáñez. Es notable también el trabajo de Jan, autor de Superlópez y bien acreditado como Juan López, el cual ilustró con su estilo característico algunos números para la colección Risa Loca.

## Características

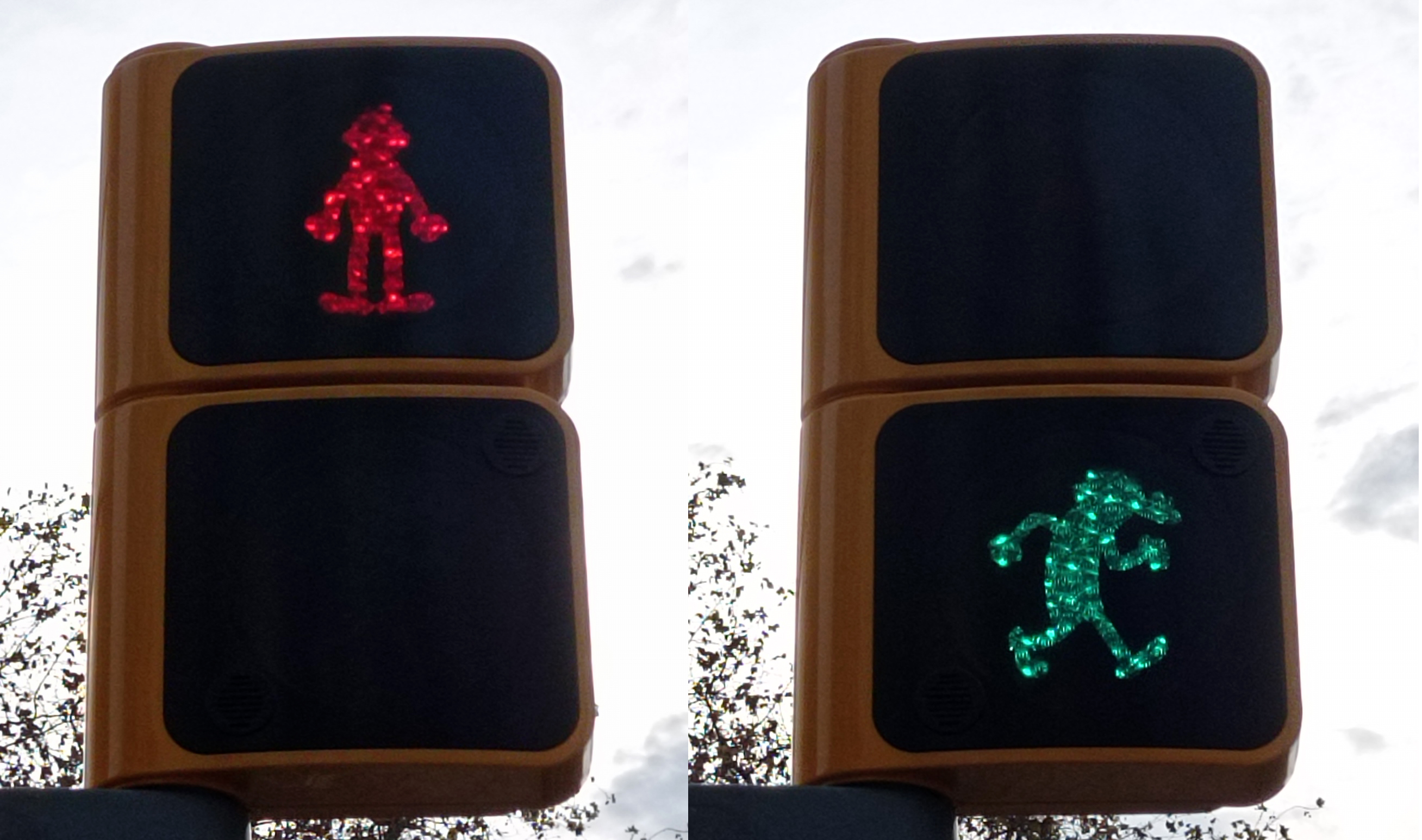
Semáforo de Mortadelo y Filemón, plaza de Cataluña, Barcelona

### Chistes y situaciones recurrentes
Existen ciertos temas y situaciones recurrentes en las historietas:
- A Mortadelo y Filemón siempre se les asignan las misiones más peligrosas, por lo que tratan de evadirse de las formas más singulares, aunque siempre son atrapados por otros agentes (muchas veces son capturados en otros países o incluso en otros planetas).
- Mortadelo siempre suele meter la pata y por su culpa Filemón se lleva todos los golpes (en ocasiones reciben los dos).
- Filemón suele montar en cólera con Mortadelo y lo persigue con algún tipo de arma u objeto arrojadizo mientras Mortadelo escapa disfrazado, normalmente de animal (insecto, reptil, ave, gato, etc). Sin embargo, a veces es Mortadelo quien acaba persiguiendo a Filemón.
- Mortadelo siempre está a la gresca con Bacterio, pues aún le guarda rencor por su "remedio a la calvicie", causa de la pérdida de cabello de Mortadelo.
- El Súper normalmente suele recibir golpes por culpa de las desastrosas actuaciones de Mortadelo y Filemón.
- El Súper trata de un modo despótico a sus agentes, y les somete a castigos crueles cuando fallan.
- Ofelia se intenta poner guapa y coqueta, teniendo especial fijación por Mortadelo;;pero tanto este como Filemón acaban estropeándole el día.
- Ofelia anda detrás de Mortadelo (y en menor grado, de Filemón), tirándole los tejos y soñando en ser correspondida.
- Bacterio suele fracasar en sus inventos, obteniendo como resultado cosas inesperadas (en ocasiones justo lo contrario para lo que fue creado el invento). A veces, el invento funciona exactamente como se esperaba, pero lo hace en situaciones delicadas para Mortadelo y Filemón, los cuales acaban sufriendo la inoportunidad.
- El Súper suele perseguir a Mortadelo y Filemón cuando éstos fracasan en una misión, cuando se mofan de él o cuando le ignoran al explicarles los detalles de una misión.
- Mortadelo y Filemón siempre huyen cuando el Súper les quiere hacer probar un invento del profesor Bacterio.
- A Filemón no le gusta que Mortadelo se esté probando disfraces a todas horas.
- Bacterio suele probar cada uno de sus nuevos inventos para la salud e índole personal entre alguno de los miembros de la empresa, como trabajadoras, secretarias (Ofelia en mayor medida) y otros agentes, con funestos resultados.
- Mortadelo y Filemón intentan ligar con Irma sin mucho éxito, teniendo Mortadelo algo más de suerte.
- En las primeras historietas cortas, Filemón está siempre gritando y dando órdenes a Mortadelo.
- Las siglas de las agencias criminales siempre forman acrónimos como A.B.U.E.L.A. o S.O.B.R.I.N.A.
- La T.I.A. tiene entradas secretas en los más recónditos lugares, como pueda ser una simple señal de tráfico o un cartel publicitario de un circo, hasta el círculo del sol que se ve desde la Tierra, pero solo los agentes saben cómo entrar, siendo trampas para el resto de viandantes.
- Como la mayoría de las aventuras termina en desastre, cuando no hay persecución suele verse a Mortadelo y Filemón huyendo por los lugares más inhóspitos y remotos del planeta (el desierto de Gobi, el del Sahara, los altos del Golán, las islas Columbretes, la isla de Pascua, la Antártida, etc.) mientras a su lado, un diario da cuenta del desaguisado de turno, al tiempo que advierte que el Súper está buscando a la pareja por un lugar completamente distinto. Variantes de este final pueden verse con Mortadelo leyendo el periódico o escuchando un parte radiofónico.
- Mortadelo y Filemón suelen atrapar al malo de turno porque ellos, creyendo que es una persona normal, le dan un golpe sin querer (a veces se llevan el mérito otros agentes).
- Cuando Bacterio prueba un invento con alguien acaba habiendo huida, persecucción, pelea o muerte (esta última de quien lo ha probado).
- Cuando Mortadelo y Filemón intentan acabar con algún criminal a escondidas, nornalmente este no se lleva ni un rasguño, mientras que uno u otro o los dos se llevan todos los palos. Si se trata de proteger a alguien, a este le caen siempre todas las desgracias, al punto de dejarlo gravemente herido o volverlo loco, y por ende preferir cualquier situación grave antes de seguir siendo "protegido" por tales agentes.
- La interjección más utilizada, quizá en el 95% de los casos, es "¡rayos!"
- Nunca aparecen tacos o palabras malsonantes. Los bocadillos con dibujos de enfado se asocian a situaciones donde los personajes expresan un enfado más grave, y normalmente indican que están pronunciando tacos. Es por eso que es fácil ver en esos bocadillos un estallido, un retrete hediondo, al personaje presentado con algún tipo de mutilación, o la siempre presente letra china.
- El resto de personajes que puedan aparecer en una historieta, ya sean compañeros de Mortadelo y Filemón, clientes de la T.I.A. o gente de la calle, suele tener en todos sus apellidos un elemento en común: todos acaban en "-ez", y casi siempre hacen referencia a la característica más visible del personaje en cuestión (son, por tanto, aptónimos); así , por ejemplo, un hombre muy rico puede llamarse "Petrólez", o "Míster Billetájez", o a un hombre despistado se le llama "Pazguátez" o "Tontáinez", o a un hombre fuerte se le llama "Bestiájez", etc. Los nombres de los delincuentes no tienen ningún arquetipo establecido, y sus sus alias son de lo más variopinto, como el "Cuco", "Pies de mico", "el Grapas", "el Bombas", etc.
- No hay una definición clara de los bienes de Mortadelo o Filemón, si bien siempre muestran andar bastante escasos de dinero y evitando gastos dispendiosos. Aunque para desplazarse en las misiones suelen usar los más variopintos vehículos proporcionados por la T.I.A., en algunas historietas Filemón, Mortadelo, o ambos, poseen un coche o una moto, casi siempre nuevos; y sea como sea, casi siempre los terminan destrozando de diversas maneras. También se les muestra viviendo juntos en un mismo apartamento, situado en un piso elevado.
- Si bien los personajes nunca envejecen, se van adaptando a los tiempos. De este modo, historietas de los años 70/80 reflejaban la tecnología de la época; pero en las historietas más modernas, ya hablan en "euros" y utilizan móviles, aunque la esencia siempre sea la misma.
- Los personajes siempre se hablan entre sí de usted, incluyendo los principales. Esto al principio pudo ser influencia directa de Sherlock Holmes y Watson, que en la traducción española de sus novelas siempre se hablaban de usted aun siendo viejos conocidos. Pero Ibáñez decidió mantener esta característica, que en la vida real chocaría por los muchos años de convivencia.
- Del mismo modo, Mortadelo nunca dejará de llamar "Jefe" a Filemón, incluso cuando ambos ya hacen parte de la  TIA, donde supuestamente ya no existía jerarquía entre ellos. Pero en ocasiones seguiremos viendo cómo Filemón lleva la iniciativa dando órdenes a Mortadelo, y que este las acepta con naturalidad.
- En ocasiones, aunque Mortadelo o Filemón caigan desde un 20.º piso y destrocen el pavimento en la caída, tan solo se hacen un chichón.
- Filemón siendo encarcelado después de que uno de los errores de Mortadelo le causa problemas con la policía.
- En escenas de persecución, Mortadelo es capaz de "dar el cambiazo" en cuestión de segundos y, por ejemplo, llevarse el coche de alguien, que cree que lo sigue conduciendo. Ambos también en ocasiones son víctimas de cambiazos parecidos.
- Mortadelo y Filemón haciéndole alguna venganza al Super al hacerle alguna gamberrada al estilo de los castigos que le suele dar, cuando la metedura de pata la termina causado él sin darse cuenta. A veces, ese suele ser usado al final de algunas historias.
- Generalmente, cuando reciben un enorme impacto (por lo general una explosión o un puñetazo), acaban aterrizando en otro continente.
- Tras terminar la misión, Mortadelo y Filemón descubren que el objeto que tanto esfuerzo les ha costado obtener se trata de algo trivial que el Super necesitaba, provocando su ira y causando que sean estos los que le persigan a él, invirtiendo los roles habituales.

### Detalles gráficos
Un detalle gráfico muy recurrente (por no decir constante) en Ibáñez es la presencia de una o más telarañas con forma triangular en los rincones de las habitaciones. Este elemento podría interpretarse como una sutil pista para ayudar al lector a distinguir los rincones de las esquinas, algo nada despreciable considerando el monótono coloreado de los fondos.
Es común también ver ratones en algunas viñetas, realizando toda clase de acciones.
Las historietas tienen otra característica propia de Ibáñez: el humor del fondo de cada viñeta. Al fondo de la viñeta, ajenos a la acción principal, hay diversos elementos humorísticos. Así por ejemplo, nos podemos encontrar con una araña disfrazada, un ratón persiguiendo a un gato, un tiesto del que en vez de una flor brota una berenjena, dos edificios besándose, una señal de prohibido aparcar camellos, un lápiz con un señor en la oreja, el sol con una bufanda, un señor con dos cabezas, etc. Uno de estos elementos se hizo muy conocido tras el 11-S: en una vista de Nueva York, en la que se ve una estatua de Francisco Ibáñez junto a la Estatua de la Libertad en el especial 35 aniversario, se pueden observar al fondo las Torres Gemelas, y hay un avión estrellado en una de ellas, dado que la historieta es de 1992 no se trata, obviamente, más que de una desafortunada coincidencia. Estos elementos dan un toque especial de humor a las viñetas, aunque el autor incluye cada vez menos elementos de este tipo, reservándolos para las portadas y escenas de mayor tamaño.

### Lenguaje
El lenguaje que Ibáñez pone en boca de sus personajes es peculiar. Palabras y expresiones de uso reducido actualmente ("colodrillo", "beodo", "corcho", "sapristi", "mofa y befa", "merluzo", "trolebús", "paparruchas", "futesas", etc.) son comunes en el universo de Mortadelo y Filemón. Universo que comenzó, como se ha dicho arriba, en el año 1958, momento en el que el lenguaje común de las historietas sí se identificaba con el habla de la calle.
Otra característica del lenguaje es que los protagonistas se hablan de usted, aun cuando sean viejos conocidos. Algo cada vez menos usual tanto en España como en el resto de los países de habla hispana, quizás a excepción de Colombia donde el uso del usted está más extendido incluso entre desconocidos o personas de diferentes estamentos en una jerarquía, pero norma sagrada durante gran parte del siglo XX.

## Trascendencia
Para Salvador Vázquez de Parga, Ibáñez amplió con esta serie "la corriente de comicidad absurda y disparatada", "caracterizada por la continua sucesión de gags dentro de cada historieta", que anteriormente solo había cultivado Martz Schmidt en Pulgarcito, propiciando que la Escuela Bruguera se alejara del "humor testimonial y a menudo crítico" que la había caracterizado hasta entonces. Se ha señalado también la influencia de esta serie de cómic en películas del cine español como Crimen imperfecto y R2 y el caso del cadáver sin cabeza, en esta última el actor que interpreta al protagonista asegura que el personaje recuerda a Mortadelo por su afición por los disfraces.

## Adaptaciones audiovisuales
| Televisión - Mortadelo y Filemón, agencia de Información (1969-1970) - Mortadelo y Filemón (Serie de TV) (1994) | Cine (animación) - Primer Festival de Mortadelo y Filemón, agencia de información (1969) - Segundo Festival de Mortadelo y Filemón, agencia de información (1970) - Mortadelo y Filemón: El armario del tiempo (1971) - Mortadelo y Filemón contra Jimmy el Cachondo (2014) | Cine (acción real) - La gran aventura de Mortadelo y Filemón (2003) - Mortadelo y Filemón, misión: salvar la tierra (2008) |

### Animación
Entre 1965 y 1970 se realizaron una serie de cortometrajes de animación sobre Mortadelo y Filemón, producidos por los Estudios Vara. Aunque la intención de los animadores era crear una serie de televisión, no tenían la capacidad de realizar tantos episodios como les exigía el medio, por lo que los 16 cortometrajes que se crearon se dividieron en dos películas (ver sección Cine), cada corto tiene una duración aproximada de 6 minutos. Son independientes y originales, pues no están basados en ninguna historieta en cómic hasta ahora aparecidas.
Años después, en 1994, se creó la serie de animación homónima para televisión propiamente dicha, obra de BRB Internacional y Antena 3. Consta de 26 episodios divididos en dos temporadas de 13 capítulos de 20 minutos de duración cada uno. Esta vez sí están basados en las aventuras largas creadas por Ibáñez.
En noviembre de 2014, se estrenó Mortadelo y Filemón contra Jimmy el Cachondo, el tercer largometraje basado en los personajes. Esta vez se trata de un filme de animación en 3D, dirigido nuevamente por Javier Fesser. En esta ocasión se representó a los personajes más fidedignamente a lo que se puede ver en los tebeos: Contenido más vivaracho, inocente y festivo, más indicado para un público juvenil-adulto (a quien Ibáñez siempre se ha dirigido), aunque aún conservaba (en menor medida, eso sí) aspectos soeces, burdos y groseros, del que las dos anteriores entregas hacían gala, duramente criticadas por ello. En este largometraje de animación, las voces de los personajes principales corren a cuenta de Karra Elejalde (Mortadelo) y Janfri Topera (Filemón).

### Cine
A principios de los años setenta, se estrenaron varias películas de animación, las dos primeras de las cuales eran una reunión de los cortometrajes (Festival de Mortadelo y Filemón, 1969, y Segundo festival de Mortadelo y Filemón, 1970) y la tercera que ya puede considerarse un largometraje propiamente dicho, El armario del tiempo (1971). Todas ellas fueron dirigidas por Rafael Vara Cuervo. El armario del tiempo también dio origen a una serie de libros, con fotogramas de la película y dividido en tomos (cada tomo, un cortometraje)
Las historietas se han llevado también al cine con personajes reales en La gran aventura de Mortadelo y Filemón, estrenada en 2003, dirigida por Javier Fesser y protagonizada por Benito Pocino en el papel de Mortadelo y Pepe Viyuela en el papel de Filemón.
Su segunda película, Mortadelo y Filemón. Misión: Salvar la Tierra, se estrenó en 2008 a modo de conmemoración del 50° aniversario de los personajes. Pepe Viyuela repite como Filemón, pero Mortadelo esta vez fue interpretado por Eduard Soto (conocido por el personaje de El Neng de Castefa) debido a discrepancias con el actor que anteriormente había encarnado al personaje, Benito Pocino.

### Videojuegos
En la década de 1980 se realizaron dos videojuegos oficiales para las plataformas de 8 bits: Mortadelo y Filemón (1988) y Mortadelo y Filemón II: Safari callejero (1989), distribuidos ambos en España por Dro Soft, que fueron acompañados por varias adaptaciones no oficiales, como Morta y File (1985) y El hundimiento del Titánic (1986), aparecidas ambas en la revista ZX, o En busca de Mortadelo (1988), entre otros. Existen varios videojuegos posteriores para PC sobre Mortadelo y Filemón: Mortadelo y Filemón: Una aventura de cine, Mortadelo y Filemón: El Sulfato Atómico, Mortadelo y Filemón: La Máquina Meteoroloca, Mortadelo y Filemón: Dos Vaqueros Chapuceros, Mortadelo y Filemón: Terror, Espanto y Pavor, Mortadelo y Filemón: La Banda de Corvino (formada por Balones y Patadones y Mamelucos a la romana) y Mortadelo y Filemón: La Sexta Secta (formada por Operación Moscú y El escarabajo de Cleopatra). Todas las aventuras fueron realizadas por Alcachofa Soft, a excepción de La Máquina Meteoroloca, que fue realizada por VEGA.

### Teatro (musical)
Mortadelo y Filemón cobraron vida en el musical "Mortadelo y Filemón, the miusical", que se estrenó en junio de 2008 en el Teatro Campoamor de Oviedo y que en septiembre de ese mismo año se presentó en el Teatro Tívoli de Barcelona. Dirigida por Ricard Reguant y producida por Zebra Producciones y Mucho Ruido Records, "The miusical" cuenta cómo Mortadelo (Jacobo Dicenta) y Filemón (Juan Carlos Martín) se encargan de la seguridad de la obra "El Fantoche de la Opereta", sobre la cual recae una maldición.

## En la cultura popular

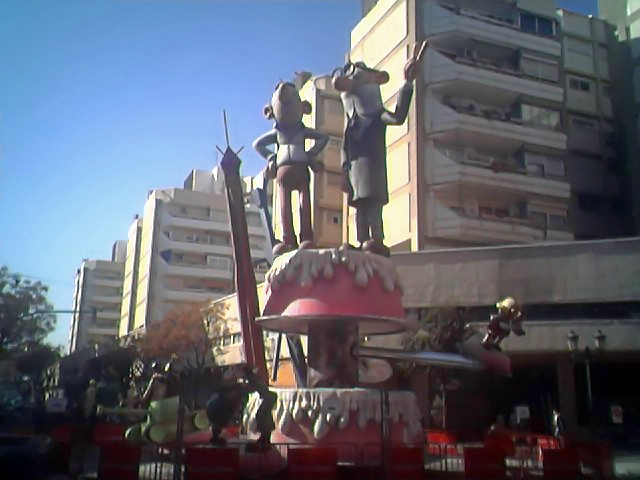
Ninots de Mortadelo y Filemón representados en las Fallas de Valencia.

- El grupo infantil Parchís tiene una canción llamada "Mortadelo y Filemón", donde habla precisamente de estos dos personajes.
- En el concurso televisivo ¿Quién quiere ser millonario?, Enrique Chicote, el único concursante que ganó los 50 millones (el máximo premio del programa), afirmó haber acertado una de las últimas preguntas (acerca de los hotentotes) gracias a haber leído en una historieta de Mortadelo y Filemón la contraseña "esos tipos con bigote tienen cara de hotentote".[38]
- El futbolista serbio Nenad Mirosavljević fue apodado "Mortadelo" durante su paso por el Cádiz C. F.
- En octubre de 2023, se inauguró un semáforo en la ciudad de Barcelona que controla el tráfico con las siluetas de Mortadelo y Filemón. En concreto, se encuentra ubicado en el cruce de la calle Treball con Concili de Trento, en el distrito de Sant Martí, donde vivió Ibáñez y frente a la biblioteca Gabriel García Márquez.[39]